# История сумасшедшего
«История сумасшедшего» (фр. Une histoire de fou) — французский драматический фильм 2015 года, соавторством которого является режиссёр и продюсер Робер Гедигян. Фильм основан на реальной истории испанского журналиста Хосе Антонио Гурриарана, который впал в полупарализованное состояние после взрыва бомбы Армянской секретной армией освобождения Армении в Мадриде в 1980 году. После взрыва он встретился с бойцами данной организации, рассказал о своём опыте в автобиографическом романе «La Bomba» (Бомба), который служит исходным материалом для фильма. Фильм снимался во Франции, Армении и Ливане. Фильм был показан в разделе «Специальные показы» на Каннском кинофестивале 2015 года.

## Сюжет
В фильме рассматриваются последствия Геноцида армян, начинающиеся с «операции Немезис» 1920-х годов, включая убийство Талаата-Паши в Германии, продолжается повстанческой деятельностью армян 1972—1986 годов Армянской секретной армии освобождения Армении (АСАЛА) и Бойцами за справедливость в отношении геноцида армян, в основном из Ливана.
Действие происходит в 80-е годы XX века. Арам — молодой житель Марселя армянских кровей, взрывает машину турецкого посла в Париже. Проезжавший мимо велосипедист Жиль Тесье оказался серьёзно ранен. Арам пускается в бега и вступает в Армянскую секретную армию освобождения Армении (АСАЛА) в Бейруте, являющуюся в то время колыбелью международного повстанческого движения. В это время в Париже в палату Жиля приходит мать Арама — Ануш с просьбой о прощении, признаваясь ему, что во всём виноват её сын. В Бейруте Арам вместе со своими товарищами вступают в ряды освободительной организации. Пройдя некоторое время, Арам решается на встречу с Жилем.
Арам отправляется в Бейрут и участвует в вооружённой борьбе, целью которой является признание Геноцида армян, в результате нападений на турецкие посольства, жертвами которых иногда являлись невинные мирные люди среди гражданского населения, включая нападение на аэропорт Орли в 1983 году, он начинает сомневаться в эффективности этого слепого насилия. В последующем он встречает и влюбляется в молодую девушку из той же организации, которую зовут Анаит.

## В ролях
- Симон Абкарян в роли Ованнеса
- Ариан Аскарид в роли Ануш
- Грегуар Лепрен-Ренге в роли Жиля
- Сайрус Шахиди в роли Арама
- Разан Джаммаль в ролии Анаит
- Робинсон Стевенин в роли Согомона Тейлиряна
- Сиро Фазилиян в роли Арсине
- Амир Абу Эль Касем в роли Ваге
- Рания Меллули в роли Нуне
- Грайр Калемкерян в роли Айка
- Родни Эль Хаддад в роли Врежа
- Лола Наймарк в роли Валери
- Серж Аведикян в роли Арменака
- Омар Микати в роли Наргиз